# النساء تحت حكم طالبان

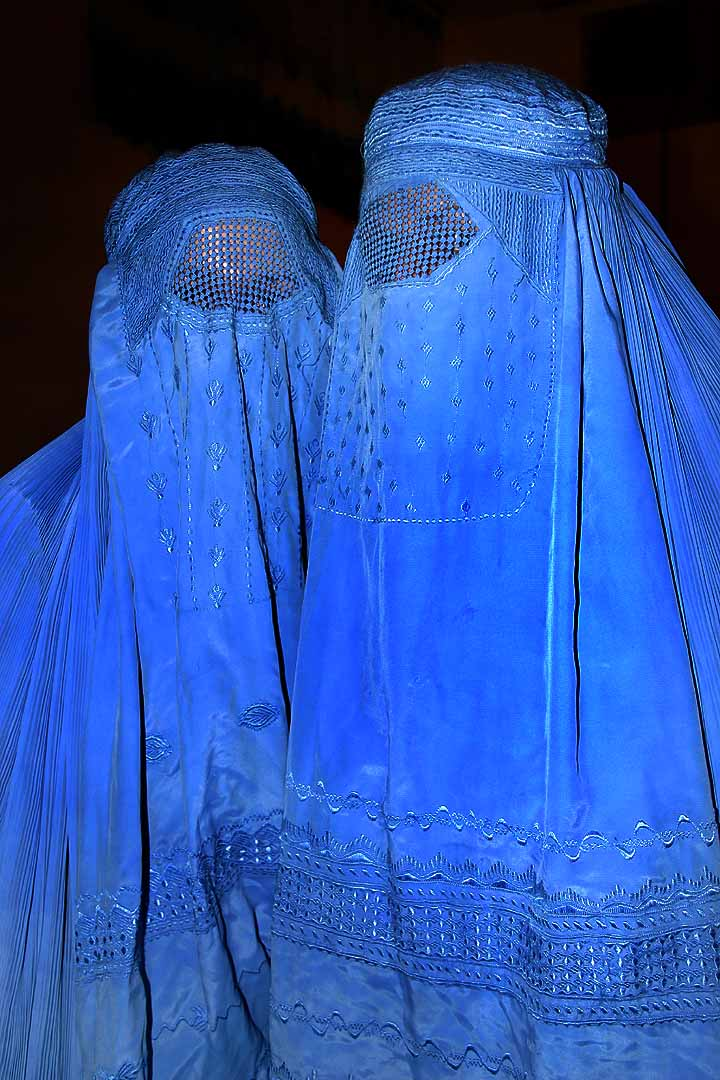
نساء أفغانيات يرتدين البرقع.

حازت حركة طالبان حين كانت في السلطة في أفغانستان على سمعة دولية سيئة لمعاملتها للنساء. وكان هدفها المعلن «خلق بيئة آمنة للحفاظ على كرامة وطهارة النساء». حيث تم إرغام النساء على ارتداء البرقع، وهو رداء تقليدي أفغاني كانت ترتديه النساء منذ عقود، وبرر ذلك ناطق باسم طالبان بأن «..وجه المرأة مصدر للفساد» للرجال الذين لا يرتبطون بهم. لم يكن مسموحا لهن بالعمل ولم يكن مسموحا لهن بالتعلم بعد سن الثامنة ولم يكن مسموحا لهن بتعلم سوى قراءة القرآن.
فيما توجب على النساءاللائي يسعين لتلقي التعليم الدراسة سراً في مدارس غير علنية خفية عن أعين طالبان. حيث جازفن ومعلماتهن بالحكم بالإعدام إذا تم كشفهن من قبل الحركة.
لم يكن مسموحا للنساء أن يتم معالجتهن من قبل أطباء ذكور، مالم يكن لديهن مرافق ذكر (محرم)، ماتسبب في عدم تلقي الكثيرات العلاج. كما واجهن الجلد بالسياط علنا والإعدام العلني في حالة مخالفة قوانين طالبان.
كما سمحت طالبان بل وشجعت زواج الفتيات القاصرات تحت سن 16 سنة، وتذكر منظمة العفو الدولية أن 80 بالمائة من الزيجات في أفغانستان كانت تتم قصرا.

## قوانين

عضو في شرطة الأمر بالمعروف والنهي عن المنكر (الشرطة الدينية) التابعة لحركة طالبان يقوم بضرب إحدى النساء في شارع بكابول لأنها قامت بخلع البرقع عن وجهها أمام الناس. الصورة ملتقطة من قبل مؤسسة راوا النسوية الأفغانية، بالإمكان مشاهدتها هنا.

من سن الثامنة لم يكن مسموحا للنساء أن يقمن بأي اتصال مباشر مع الرجال، باستثناء أقرب الأقارب أو الزوج (محرم)، وتمثلت قيود أخرى في:
- لا ينبغي على النساء السير في الشوارع من دون وضع البرقع أو النقاب.
- يمنع على النساء ارتداء أحذية ذات كعب عال، كما يمنع سماع الرجال خطواتهن «خشية الفتنة».
- يمنع على النساء التحدث بصوت عال في العلن، حيث لاينبغي أن يسمع رجل غريب صوتها.[11]
- كل نوافذ الطوابق الأرضية والطوابق الأولي في المنازل لابد أن يتم طلائها أو سترها منعا لرؤية أي امرأة من خلالها، كما تم منع ظهور النساء من شرفات منازلهن.
- تصوير النساء فوتوغرافيا أو سينمائيا كان ممنوعا، كما منع عرض صور للنساء في الصحف أو المجلات أو الكتب أو المنازل.
- تعديل أي اسم من أسماء الأماكن التي تتضمن أسماء لنساء، على سبيل المثال تم تغيير مسمى «حديقة النساء» إلى «حديقة الربيع».
- منع ظهور أو حضور المرأة في الإذاعة والتلفزيون أو أي تجمع آخر.[12]

## عقوبات
العقوبات كانت تتم عادة في العلن وبالأخص في الملاعب الرياضية أو الساحات والميادين. وحسب بعض المراقبين كانت المرأة التي تخرق القوانين تعامل وتعاقب بقسوة. على سبيل المثال:
- في أكتوبر 1996 تم قطع أصبع امرأة لأنها كانت تضع طلاء الأظافر.[10]
- في ديسمبر 1996 أعلنت إذاعة الشريعة أن 225 من نساء كابول قد عوقبن لخرقهن قوانين الشريعة بشأن الملبس، وذلك بقرارات من قبل المحكمة، وتم جلد النساء على ظهورهن وأرجلهن عقابا على جنحتهن.[13]
- في مايو 1997 خمس عاملات ضمن منظمة كير الدولية وبتفويض من وزارة الداخلية لإجراء أبحاث لبرنامج بشأن «الغذاء في حالات الطوارئ» أرغمن على الخروج من سيارتهن من قبل أفراد في الشرطة الدينية، حيث قام أفرادها بمضايقة وإهانة النساء قبل ضربهن بقضبان معدنية وأسواط من الِجلد يزيد طولها عن 1.5 متر.[1]

إعدام علني لامرأة أطلق عليها «زارمينا» وهي أم لسبعة أطفال وجدت مذنبة بقتل زوجها بينما كان نائماً بعد أن زعم أنها كانت تتعرض للضرب منه. الإعدام قامت به حركة طالبان في ملعب غازي الرياضي بكابول في 16 نوفمبر 1999 بالإمكان مشاهدة الصور هنا.

- في 1999 أعدمت أم لسبعة أمام 30.000 شخص في ملعب غازي الرياضي في كابول، لما زعم عن قتلها لزوجها الذي كان يسيئ معاملتها. سجنت المرأة لثلاث سنوات وعذبت على نحو شديد قبل تنفيذ الحكم، ورفضت الدفع ببرائتها فيما يعتقد أنها محاولة منها لنئي التهمة عن ابنتها (ذكرت تقارير أنها الفاعلة)‏.[16]
- في إحدى غاراتها، اكتشفت قوات تابعة لطالبان امرأة تقوم بإدارة مدرسة لتعليم الفتيات في شقتها، فتم ضرب الأطفال والقاء المرأة عبر أدراج السلم لتكسر ساقها ثم تم سجنها. كما تم تهديدها برجم أفراد أسرتها بالحجارة في حال رفضت التوقيع على اعلان الولاء لحركة طالبان وقوانينها.[17]

لم تكن العقوبات المتعلقة بالنساء تطالهن وحدهن فقط بل قد تطال أفرادا من أسرهن أو المرافقين لهن، على سبيل المثال:
- في حال استقلت امرأة سيارة أجرة برفقة (محرم) ولم تكن تغطي وجهها بالكامل فانها تعاقب ومرافقها ويتم سجن السائق.
- إذا قبض على امرأة وهي تقوم بغسل الملابس في النهر، يتم اقتيادها لمنزلها من قبل السلطات الإسلامية حيث يتم معاقبة الزوج/المحرم بشدة.
- الخياطون الذين يلقى القبض عليهم بتهمة القيام بقياس النساء يعاقبون بالسجن المؤبد.[1]

## النساء تحت حكم طالبان في الإعلام
ألقت سيدة أمريكا الأولى آنذاك لورا بوش خطاباً إذاعياً في 17 نوفمبر 2001، قالت فيه «إن الحرب على الإرهاب هي حرب من أجل تحرير نساء أفغانستان»، وبعد يومين من ذلك الخطاب صرحت شيري بلير، زوجة توني بلير، رئيس الوزراء بريطانيا آنذاك، بتصريحات مشابهة. قالت فيها أن هذه الحرب هي من أجل إنقاذ المرأة. الأمر الذي فسره البعض أن قضية المرأة الأفغانية مجرد غطاء سياسي للحرب على أفغإنسان، وذلك لكسب الرأي العام، وإحياء جذوة التعاطف مع الحرب. حيث تعتبر د. ليلى أبو لغد، أستاذة علم الاجتماع في جامعة كولومبيا الأمريكية والتي تؤيد الحركة النسوية التي تدعو لمساواة المرأة بالرجل في كل شيء أن لورا بوش لا تهتم حقيقة بتحرير المرأة في أفغانستان لأنها هي وزوجها جورج بوش الابن، بحكم انتمائهما إلى الحزب الجمهوري، بريئان من الحركات النسوية، وبقية الاتجاهات التقدمية، لأنهما في يمين الحزب، ولا يتحمسان لـ «تحرير» المرأة الاميركية، ناهيك عن المرأة المسلمة.
وبعد مرور أكثر من عشر سنوات على خروج طالبان من السلطة لا يزال العنف ضد المرأة منتشرا، كالاغتصاب والزواج القسري والتشويه الذاتي وزواج الأطفال، كما أن استعمال البرقع لا يزال سائدا.

## بعد سقوط الحركة
في السنوات الأخيرة تذكر التقارير أن حركة طالبان عادت لتطبيق قوانينها على المناطق التي تسيطر عليها في أفغانستان من بينها إجراء محاكمات للأفراد في محاكم تابعة لها، بينها قطع أذني وأنف امرأة أفغانية شابة تبلغ من العمر 18 عاما بتهمة الهروب من منزل زوجها بأمر من قاضي محلي وهو قائد محلي من حركة طالبان.
تلعب النساء المنتميات لحركة طالبان دورا مهما في دعم القتال ضد القوات الأجنبية والأميركية في أفغانستان، انطلاقا من الإيمان بقضية الحركة وبحق الدفاع عن النفس، كتهريب الأسلحة تحت ملابسهن وحمل الرسائل والعناية بالجرحى المقاتلين.
بعض الباحثين يقولون أن تصوّر المرأة الأفغانية ستخلع البرقع فور سقوط حكومة طالبان هو تصوّر خاطئ، لأن الأمر تتحكم به عدة عوامل تاريخية (موروثات وتقاليد)، وجغرافية (حرارة الطقس أو برودته)، واخلاقية (مبادئ دينية أو غير دينية).
في يوليو 2012 أظهر شريط مصور قيام أفغاني قال مسؤولون أفغان أنه عضو في طالبان، بقتل امرأة متهمة بالزنا رمياً بالرصاص أمام حشد قرب كابول في إشارة على أن تلك الجماعة الإسلامية تفرض تطبيق قوانينها بالقرب من العاصمة الأفغانية. نفت الحركة ضلوعها أو تورطها في عملية الإعدام أو أنها قامت بتصويره ونشره، إلا أن السلطات الأفغانية أكدت أن منفذي الإعدام ينتمون لحركة طالبان التي تعودت على مثل هذه الاعدامات عندما حكمت البلاد بين 1996 و2012.